# エンタープライズ・サービス・バス

ESB

エンタープライズ・サービス・バス（英: Enterprise service bus, ESB）は、一般に標準に基づくミドルウェアインフラストラクチャー製品で実装されるソフトウェアアーキテクチャの構成要素であり、上位のより複雑なアーキテクチャの基盤となるサービスを提供するイベント駆動型で標準ベースのメッセージングエンジン（バス）である。
ESB は一般に Enterprise Messaging System の実装の上の抽象化層を提供し、コードを書かずにメッセージングの利点を活用できるようにする。一方、以前からあるエンタープライズアプリケーション統合 (EAI) はハブ・アンド・スポーク型アーキテクチャによるモノリシックな構成であり、ESB ではその構成要素を機能単位に分割し、必要に応じて協調動作するよう分散配置される。
ESB 自体はサービス指向アーキテクチャ (SOA) の実装ではないが、SOA 実装のための機能を提供する。ESB は必ずしも Webサービスに基づいてはいない。例えば、ESB Muleは従来のシステムとの連携を容易に行えるようにするためにFTP, SMTP, POP3, RESTなどの非Webサービス技術にも対応している。ESB は標準ベースで柔軟であり、各種転送媒体をサポートしている。呼び出されるサービスと転送媒体の結合度を弱めるのは、SOA の特徴ではなく、ESB の特徴である。
ESB 製品の多くは SOA での利用を第一に考えられており、それにより利用が広がりを見せている（BPELなど）。

## 主な特徴
エンタープライズサービスバスは一連の機能を総称する便利な用語であり、その実装は様々である。ESB が実体のある製品なのか、アーキテクチャ的なスタイルなのかは議論となっており、ESBの実装も定まっていない（中核となるサーバを持つ場合もあるし、持たない構成もある）。例えば、SOAP と WS-Addressing を組合わせたものが ESB であるという者もいる。いずれにしても、以下のようなESBの中心となる機能は共通で認識されている。
| カテゴリ           | 機能                                                             |
| ------------------ | ---------------------------------------------------------------- |
| 呼び出し           | 同期および非同期の転送プロトコルをサポート                       |
| ルーティング       | アドレス指定可能性、コンテンツベースのルーティング               |
| 調停               | アダプター、プロトコル変換、データ変換/翻訳                      |
| 複合イベント処理   | イベント翻訳、相関、パターンマッチング、出版-購読                |
| その他サービス品質 | セキュリティ（暗号と認証）、高信頼なデータ転送、トランザクション |
| 管理               | モニタリング、監査、ロギング、計測、など                         |

さらに、ESBは以下の特徴を備えることが多い。
- プロセス編成、ビジネスプロセス定義機能（別製品で提供されることもある）。
- 大規模な実装のための部品であり、異機種混合のシステムを SOA（サービス指向アーキテクチャ）によって管理可能にする。ただし、ESB MuleのようなオープンソースのESBは、中小規模のための部品である。
- オペレーティングシステムやプログラミング言語に依存しない。例えば、Javaと.NETのアプリケーションの相互運用を可能にする。
- XMLを通信言語として使用。
- Webサービス標準規格をサポート。
- 各種メッセージ交換パターン(MEP)をサポート（同期、非同期、send-and-forget、出版-購読など）
- 標準ベースのアダプター（J2EE Connector ArchitectureやSAPなど）で既存システムとの統合をサポート
- コンポーネント指向設計によるモジュラー・アーキテクチャ
- データ形式の変換のために、変換サービス（XSLTやXQuery）を備え、メッセージの送信側アプリケーションと受信側アプリケーションで必要な形式が異なる場合にも対応。
- メッセージ送受信のためのスキーマに対する妥当性検証
- 中核のない構成の場合、メッセージを状況によってルーティングしたり変換したりする。
- SLA（サービス水準合意）に従って、メッセージ遅延などをモニタリングする。
- ユーザーの優先順位付けに従ってサービスをクラス分けする。
- アプリケーションが一時的に動作できない場合、メッセージをキューに保持する。

## 主な利点と欠点

### 利点
- 既存のシステムを素早く安価に利用できる。
- 柔軟性の向上。要求仕様が変わっても容易に対応可能。
- 標準仕様に基づいている。
- 企業内の一部門から始めて全体に適用できるスケーラビリティ。
- 中核となるサーバなどが不要。
- システムを停止させずに機器追加などが可能。

### 欠点
- エンタープライズメッセージモデルは一般に強制的である。
- ESB の価値を高めるには、多数の異なるシステムがメッセージ標準によって協調動作する必要がある。
- ベンダーによっては、実装のためにさらなるハードウェア投資が必要。
- ESBを構成するための新たな技能を必要とする。
- 従来のメッセージ指向システムに比較すると、変換（翻訳）層が新たに追加されている。

## 導入する場合の注意点
- 将来計画なしでメッセージのバージョンを重ねていくと、システム間の結合度が強まってしまう。
- 効果的に実装するには、ITILなどのITガバナンスモデルで企業戦略を明確化していなければならない。

## 主な製品
- 有償ソフトウェア
  - ActiveMatrix ESB（TIBCO Software）
  - ASTERIA WARP（インフォテリア）
  - DataSpider Servista（アプレッソ）
  - Fiorano ESB（フィオラノ ソフトウェア）
  - IBM Integration Bus（日本アイ・ビー・エム）
  - IBM WebSphere ESB（日本アイ・ビー・エム）
  - InterSystems Ensemble
  - Information_Builders iWay Service Manager
  - Microsoft Azure Service Bus （日本マイクロソフト）
  - Microsoft BizTalk Server （日本マイクロソフト）
  - Mule ESB （MuleSoft）
  - OpenText AppWorks (オープンテキスト)
  - Oracle Enterprise Service Bus （日本オラクル）
  - Progress Software Sonic ESB （Trilogyにより買収）
  - SAP Process Integration
  - Talend Open Studio for ESB（Talend株式会社）
  - Talend Enterprise ESB（Talend株式会社）
  - Talend Platform for Data Services（Talend株式会社）
  - Sonic ESB （Aurea）
  - webMethods enterprise service bus （Software AGにより買収）
  - WebOTX ESB (日本電気）

- オープンソースソフトウェア
  - Apache Camel
  - Apache ServiceMix
  - Apache Synapse
  - Fuse ESB (レッドハット）
  - JBoss ESB
  - NetKernel
  - Open ESB
  - Petals ESB
  - Spring Integration
  - UltraESB
  - WSO2 ESB